# Clio Goldsmith
Clio Goldsmith (Paris, 16 de junho de 1957) é uma atriz francesa.

## Vida e carreira
Ela começou a atuar no filme de 1980 O Críquete de Alberto Lattuada. Ao lado de Virna Lisi e Anthony Franciosa, ela interpretou uma garota divertida que acabou se prostituindo. Em 1981, ela interpretou a prostituta Clemence em A Dama das Camélias, de Mauro Bolognini, ao lado de Isabelle Huppert. Em Plein sud, ela jura que ficará com o primeiro idiota que encontrar, seduzindo Patrick Dewaere.
Em 1982, o papel-título na comédia Bankers Also Have Souls lhe rendeu fama internacional. O filme de Michel Lang, produzido por seu primo Gilbert de Goldschmidt, apresentou Pierre Mondy e Claudia Cardinale. Goldsmith interpreta uma linda garota de programa, um presente de seus colegas para um banqueiro que está se aposentando. Após dois outros papéis, e tendo aparecido duas vezes na revista italiana de entretenimento adulto Playmen, ela se aposentou como atriz.
De 1982 a 1985 ela foi casada com o empresário italiano Carlo Alessandro Puri Negri (*1952), um herdeiro da família Pirelli. Eles tiveram uma filha, Talita. Em 1990 ela se casou com o escritor britânico Mark Shand, irmão de Camilla, duquesa da Cornualha e eles tiveram uma filha, Ayesha. Shand confirmou em 2010 que o casal era divorciado.

## Filmografia
- 1980: The Cricket ( La cicala )
- 1980: A Dama das Camélias
- 1981: Honey ( Miele di donna )
- 1981: Heat of Desire  [ fr ] ( Plein sud )
- 1981: La caduta degli angeli ribelli
- 1982: Miss Right ( La donna giusta )
- 1982: Le Grand Pardon  [ fr ]
- 1982: Os banqueiros também têm almas ( Le cadeau )
- 1984: ... e la vita continua  [ it ] (minissérie de TV)
- 1986: Tug of Love ( L'étincelle )